# Andrew Fletcher
Andrew John Leonard „Andy” Fletcher (ur. 8 lipca 1961 w Nottingham, zm. 26 maja 2022 w Brighton) – brytyjski muzyk, współtwórca grupy Depeche Mode. Grał na instrumentach klawiszowych i gitarze basowej.

## Życiorys
Urodził się w Nottingham w środkowej Anglii, jako najstarszy z czwórki dzieci Joy i Johna Fletcherów. Miał dwie siostry – Susan i Karen oraz brata Simona. Kiedy miał dwa lata, wraz z rodziną przeniosła się do Basildon w hrabstwie Essex, gdzie jego ojciec, inżynier, dostał pracę w fabryce papierosów Carreras. Dorastał przy Woolmer Green. Jego pasją była piłka nożna. Wkrótce wstąpił do chrześcijańskiej organizacji Boys' Brigade i pozostał jej członkiem aż do 18 roku życia, kiedy to stał się aktywnie religijny. Uczęszczał do kościoła siedem dni w tygodniu i razem z Vince’em Clarke wygłaszał kazania w kawiarni Brigade. Ten okres ukształtował jego przekonania i postawy moralne. Jego działalność w kościele również wywołała zainteresowanie muzyką i to właśnie tam wziął swój pierwszy instrument, gitarę. Zachował wiarę po opuszczeniu Brygade.
Swój pierwszy zespół No Romance in China założył pod koniec lat 70. wraz z kolegą szkolnym Vince’em Clarke. W 1980 został współzałożycielem Depeche Mode.
Poza działalnością artystyczną prowadził wytwórnię płytową Toast Hawaii.
W latach 80. XX wieku był związany z Jennifer Saunders. 16 stycznia 1993 ożenił się z Gráinne Mullan, z którą miał dwoje dzieci – córkę Meghan (ur. 25 sierpnia 1991) i syna Josepha (ur. 22 czerwca 1994).
Zmarł 26 maja 2022 w swoim domu, na rozwarstwienie aorty, w wieku 60 lat.